# Seven Femenino de los Países Bajos
El Seven Femenino de los Países Bajos fue un torneo anual femenino de rugby 7 que se disputó en Países Bajos desde 2013 al 2015. 
Formó parte de la Serie Mundial Femenina de Rugby 7 hasta la temporada 2014/15.
El torneo tiene lugar en el NRCA Stadium de Ámsterdam.

## Palmarés
| Año  | Sede         | Campeón       | Marcador | Subcampeón |
| ---- | ------------ | ------------- | -------- | ---------- |
| 2013 | NRCA Stadium | Nueva Zelanda | 33 - 24  | Canadá     |
| 2014 | NRCA Stadium | Nueva Zelanda | 29 - 12  | Australia  |
| 2015 | NRCA Stadium | Canadá        | 20 - 17  | Australia  |

## Posiciones
Número de veces que las selecciones ocuparon cada posición en todas las ediciones.
| Equipo        | Campeón | 2º puesto |
| ------------- | ------- | --------- |
| Nueva Zelanda | 2       |           |
| Canadá        | 1       | 1         |
| Australia     |         | 2         |